# وکیل (چالدران)
وکیل یک روستا در ایران است که در استان آذربایجان غربی واقع شده‌است. وکیل ۱۹۳ نفر جمعیت دارد.